# 道永幸典
道永 幸典（みちなが ゆきのり、1957年（昭和32年）11月1日 - ）は、日本の実業家。西部ガスホールディングス代表取締役会長。

## 人物・経歴
福岡県筑紫野市出身。福岡県立筑紫丘高等学校 を経て、1981年（昭和56年）九州大学経済学部卒業後、西部ガス入社。2008年（平成20年）同社エネルギー統轄本部リビングエネルギー本部CISプロジェクト部長。2014年（平成26年）同社執行役員情報通信部長。2015年（平成27年）常務執行役員総務広報部長。2016年（平成28年）取締役常務執行役員。
2019年（平成31年）から同社代表取締役社長を務め、都市ガスの小売全面自由化による九州電力との競争激化に対応するため、事業の多角化を推進。2022年（令和4年）九電工取締役就任。
2024年（令和6年）4月、西部ガスホールディングス代表取締役会長に就任。後任の社長は加藤卓二。